# Pierre Cosso
Pour les articles homonymes, voir Cosso.
Pierre Cosso, né Pierre-Alexandre Cosso, le 24 septembre 1961 à Alger (département d'Alger), est un acteur et chanteur-compositeur français.

## Biographie

### Débuts
Pierre-Alexandre Cosso est né le 24 septembre 1961 à Alger, (département d'Alger).

### Carrière
Révélé par La Boum 2 en 1982 où il joue le petit ami de Sophie Marceau, il alterne ensuite une carrière de comédien entre la France, l'Italie et les États-Unis. Il tourne plusieurs films pour le cinéma en France (Rosa la Rose de Paul Vecchiali, La candide madame Duff de Jean-Pierre Mocky), en Italie (Cenerentola 80, Storia di una donna, La Romana) et aux États-Unis (Sin's Kitchen). On remarque notamment sa prestation dans Le Loup-garou de Paris où le comédien change de registre. Il est également présent à la télévision, notamment dans les sagas estivales Les Cœurs brûlés (1992) puis Les Yeux d'Hélène (1994). Il est le comédien principal d'une série policière pour TF1 (Flics de choc) aux côtés de Ticky Holgado, et enchaine les tournages en Italie où il remporte une grande popularité.[réf. souhaitée]
Il a également enregistré plusieurs 45 tours dans les années 1980. Il continue la musique dans les années 2000 en faisant un virage radical de par le style « électro acoustique ethnique », on retrouve ses compositions sur les compilations de Claude Challes (Nirvana Loundge).[réf. souhaitée]
Entre 2000 et 2002, Pierre Cosso joue au théâtre dans Ladies night (comédie qui a inspiré le film The Full Monty et ayant remporté le Molière de la meilleure comédie en 2001) au Théâtre Rive Gauche à Paris puis en tournée.[réf. souhaitée]
En février 2016, il participe à la 11e édition de la version italienne de Danse avec les stars, Ballando con le stelle. L'actrice Asia Argento fait également partie des candidats. Novembre 2018, le clip de Noël No teie noera remporte un grand succès en Polynésie, il en signe la mise en scène.

## Filmographie

### Cinéma
- 1981 : Beau-père de Bertrand Blier : apparition
- 1982 : La Boum 2 de Claude Pinoteau : Philippe Berthier
- 1984 : Cendrillon 80 (Cenerentola '80) de Roberto Malenotti : Mizio
- 1984 : Windsurf - Il vento nelle mani (it) de Claudio Risi : Pierre
- 1986 : Rosa la rose, fille publique de Paul Vecchiali : Julien
- 1987 : Mes quarante premières années (I miei primi 40 anni) de Carlo Vanzina : Massimiliano
- 1992 : À la vitesse d'un cheval au galop de Fabien Onteniente : le handicapé
- 1997 : Le Loup-garou de Paris (An American Werewolf in Paris) de Anthony Waller : Claude
- 2000 : La Candide Madame Duff de Jean-Pierre Mocky : Nolan
- 2003 : Al cuore si comanda (it) de Giovanni Morricone : Giulio Fontana
- 2004 : Sin's Kitchen de Fabien Pruvot : Reece

### Télévision

#### Téléfilms
- 1980 : Le Grand fossé de Yves Ciampi : Un étudiant, conducteur de locomotives
- 1994 : Flics de choc : le dernier baroud de Henri Helman : Beauclair
- 1994 : Michele alla guerra de Franco Rossi : Bleriot
- 1996 : Flics de choc : Une femme traquée de Michaëla Watteaux : Beauclair
- 1996 : Flics de choc : La dernière vague de Arnaud Sélignac : Beauclair
- 1998 : Le Cœur et l'Épée (Il cuore e la spada) de Fabrizio Costa : Kurvenal
- 1999 : Mai con i quadri de Mario Caiano :

#### Séries télévisées
- 1986 : Mino - Il piccolo alpino (it) : Rico
- 1987 : Nul ne revient sur ses pas (Nessuno torna indietro) : Maurice
- 1988 : Très belle et trop naïve (La romana) : Giacomo
- 1989 : Quattro piccole donne :
- 1991 : L'étalon noir (The Adventures of Black Stallion) : Julien
- 1992 : Les cœurs brûlés : Christian
- 1993 : Une année en Provence (A Year in Provence) : Abbé Pain
- 1993 : Highlander (la série)  : Saison 1, épisode 16 (A Beast Bellow - Meurtre à l'Opéra )[2] : Un des musiciens
- 1993 : Charlemagne, le prince à cheval : Olivier
- 1994 : Les Yeux d'Hélène : Christian
- 1994 : Extrême Limite : Jean-Paul Mavic
- 1995 : Les Cordier, juge et flic : Claude (saison 2, épisode 4 Un si joli témoin)
- 1996 : Troubles (Strangers) : Mia
- 1996 : Senza cuore :
- 1998 : Van Loc : un grand flic de Marseille : Pierre Renoir
- 2001-2003 : Sous le soleil : Serge Guérin
- 2002 : 72 heures :
- 2006 : Léa Parker : (saison 2 épisode 12 En immersion)
- 2008 et 2011 : Anna e i cinque (it) : Ferdinando Ferrari

## Discographie[3]
- 1984 : Windsurf (Il Vento Nelle Mani)
- 1984 : Stay (duo avec Bonnie Bianco)
- 1986 : Vis ta vie
- 1986 : J'aurais voulu
- 1987 : Gotta Give Up
- 1987 : Emmène-Moi
- 1988 : Pioche
- 1988 : Don't cry (duo avec Nikka Costa)
- 1990 : Kathie's Lies
- 2003 : Indian touch[4]
- Sheherazade (Salon orientale no 2)
- Sahara (Pavillon Chinois)
- 2022: Pour un monde meilleur (album de 11 chansons)